# Toro (album)
Toro è un album discografico del gruppo musicale italiano Statuto, pubblicato nel 2005 dalla Venus Dischi.

## Il disco
È il dodicesimo album musicale degli Statuto, e contiene 10 tracce tra cui Cuore Toro, inno ufficiale del Torino.
L'onda che tutto cambi, Una favola chiamata Torino e Alla scoperta del tremendismo è morto il Torino, non il Toro sono scritte e cantate con la collaborazione di Massimo Gramellini.

## Tracce
1. Cuore Toro
2. L'onda che tutto cambi
3. Forza TORO
4. Ancora Toro
5. Una favola chiamata Torino
6. Sempre tu
7. Forza Toro Olé
8. Quelli del Toro
9. Alla scoperta del tremendismo è morto il Torino, non il Toro
10. Grande

## Formazione
- Oscar Giammarinaro - Oskar - cantante
- Giovanni Deidda - Naska - batteria
- Antonio Abate - basso
- Valerio Giambelli - Mr.No - chitarra